# Awaous melanocephalus
Awaous melanocephalus es una especie de peces de la familia de los Gobiidae en el orden de los Perciformes.

## Morfología
Los machos pueden llegar a alcanzar los 15 cm de longitud total.

## Distribución geográfica
Se encuentra en la India, Sri Lanka, las Islas Ryukyu, China, Taiwán, Vietnam, Tailandia, Filipinas, Indonesia, Papúa Nueva Guinea, Fiyi e Islas Salomón.

## Observaciones
Es inofensivo para los humanos.